# Бондарева, Нина Ивановна
Ни́на Ива́новна Бо́ндарева (10 октября 1942 года — 13 февраля 2003 года) — оператор машинного доения совхоза «Полтавский» Полтавского района Омской области, полный кавалер ордена Трудовой Славы (1990).

## Биография
Родилась 10 октября 1942 года в селе Краснопутиловка Полтавского района Омской области. Украинка.
Более 30 лет проработала дояркой в Краснопутиловском отделении совхоза «Полтавский». Неоднократно становилась победителем районных, областных социалистических соревнований. За безупречный и добросовестный труд отмечалась Почётными грамотами.
14 февраля 1975 года Президиума Верховного Совета СССР за успехи, достигнутые во Всесоюзном социалистическом соревновании, проявленную трудовую доблесть в выполнении народно-хозяйственных планов была награждена орденом Трудовой Славы 3-й степени.
23 декабря 1976 года, как победительница Всероссийского социалистического соревнования, превзошедшая трёхтысячный рубеж надоев молока от своих коров, награждена указом Президиума Верховного Совета СССР орденом Трудовой Славы 2-й степени.
Орденом Трудовой Славы 1-й степени Бондарева Нина Ивановна награждена Указом Президента СССР от 6 августа 1990 года. Стала полным кавалером ордена Трудовой Славы.
Почётный житель Полтавского района (1994). Одна из улиц села Краснопутиловка названа именем Н. И. Бондаревой.
Проживала в селе Краснопутиловка Полтавского района Омской области. Умерла 13 февраля 2003 года.

## Награды
Награждена орденами Трудовой Славы 1-й, 2-й, 3-й степеней:
3 ст. 14.02.1975 № 23145
2 ст. 23.12.1976 № 509
1 ст. 06.08.1990 № 730
- медалями[1].